# シャーリー・エングルホーン
シャーリー・ルース・エングルホーン（Shirley Ruth Englehorn、1940年12月12日 – 2022年10月2日）は、アメリカ合衆国の元女子プロゴルファー。LPGAツアーで、メジャー選手権の一つである1970年の全米女子プロゴルフ選手権を含む11勝をあげた。

## アマチュア時代
アイダホ州コールドウェルで生まれ育ち、全米女子プロゴルフ協会（LPGA）の13人の創設者の1人シャーリー・スポークからゴルフを勧められ、1935年からは、PGAツアーで18勝を挙げ、全米プロゴルフ選手権の優勝経験もあるジョニー・レボルタに師事した。
1957年と1958年のマッコール・オープン、1957年から1959年までのアイダホ・オープン、1958年のパシフィック・ノースウェスト・アマチュアなど、多くのアマチュア大会・オープン大会で優勝。また、1959年にオレゴン・オープンを制し、ドロシー・ピース・トロフィーを史上最年少（15歳）で受賞した。

## プロ転向後
1958年にコールドウェル高校を卒業後、1959年に18歳でプロ転向、LPGAツアーに参戦した。1960年から1962年までスポケーンのアスレティック・ラウンド・テーブルから後援を受けた。1960年3月にジョージアでキャリアを脅かしかねない馬術事故を起こしたが、回復し1962年7月に21歳でマサチューセッツ州サットンのイースタン・オープンで初優勝を飾った。彼女はLPGAツアーで通算11勝をあげた。これにはサットンにおける3度目の勝利、キャシー・ウィットワースとのプレーオフを制した1970年の全米女子プロゴルフ選手権が含まれる。
1970年はシーズン4勝で最多勝利選手をものにした。その5年前の1965年には自動車事故で負傷し、シーズンの多くを棒に振っていた。怪我からの復帰を称え、1968年初めにアメリカ・ゴルフ・ライター協会からベン・ホーガン賞を受賞した。1971年と1973年に足首の手術を受けたが、いずれも競技への復帰に成功した。後にゴルフ・インストラクターになり、1978年にはLPGAティーチャー・オブ・ザ・イヤーを受賞した。最後のLPGA出場は1979年であった。
2022年10月2日、コロラド州コロラドスプリングスのペンローズ病院にて81歳で死去。

## プロ戦績

### LPGAツアー (11勝)
| 凡例                      |
| LPGAメジャー選手権 (1勝)  |
| その他のLPGAツアー (10勝) |

| No. | 日付          | トーナメント                                     | スコア               | ストローク差 | 2位の選手                |
| --- | ------------- | ------------------------------------------------ | -------------------- | ------------ | ------------------------ |
| 1   | 1962年7月22日 | イースタン・オープン                             | +4 (74-77-75=226)    | 3打差        | メアリー・ミルズ         |
| 2   | 1962年9月9日  | ユージーン・オープン                             | -4 (75-69-79-69=292) | 7打差        | ジャッキー・プン         |
| 3   | 1963年7月7日  | レディ・カーリング・イースタン・オープン         | +4 (71-79-71=221)    | 2打差        | ジョアン・カーナー (a)   |
| 4   | 1964年8月9日  | ウォータールー・女子オープン・インビテーショナル | −5 (72-71-68=211)    | 4打差        | ルース・ジェッセン       |
| 5   | 1966年5月22日 | ベーブ・ザハリアス・オープン                     | −1 (71-68-70=209)    | 2打差        | キャシー・ウィットワース |
| 6   | 1967年9月17日 | シャーリー・エングルホーン・インビテーショナル   | −3 (71-70-69=210)    | プレーオフ   | キャシー・ウィットワース |
| 7   | 1968年8月10日 | コンコード・オープン                             | −2 (77-76-76=229)    | 3打差        | サンドラ・ヘイニー       |
| 8   | 1970年5月17日 | ジョニー・ロンドフ・シボレー・トーナメント       | E (74-74-68=216)     | 2打差        | キャロル・マン           |
| 9   | 1970年5月31日 | オサリバン・レディース・オープン                 | −6 (71-68-71=210)    | プレーオフ   | マージー・マスターズ     |
| 10  | 1970年6月7日  | レディ・カーリング・オープン                     | −9 (72-67-71=210)    | 1打差        | キャロル・マン           |
| 11  | 1970年6月13日 | 全米女子プロゴルフ選手権                         | −7 (70-70-75-70=285) | プレーオフ   | キャシー・ウィットワース |

LPGAツアー プレーオフの記録 (3勝2敗)
| No. | 年     | トーナメント                                   | 対戦相手                 | 結果                                                              |
| --- | ------ | ---------------------------------------------- | ------------------------ | ----------------------------------------------------------------- |
| 1   | 1963年 | ロック・シティ・レディース・オープン           | バーバラ・ロマック       | 3ホール目、相手パーで敗退                                         |
| 2   | 1966年 | アラモ・レディース・オープン                   | サンドラ・ヘイニー       | 3ホール目、相手バーディーで敗退                                   |
| 3   | 1967年 | シャーリー・エングルホーン・インビテーショナル | キャシー・ウィットワース | 2ホール目パーで勝利                                               |
| 4   | 1970年 | オサリバン・レディース・オープン               | マージー・マスターズ     | 1ホール目バーディーで勝利                                         |
| 5   | 1970年 | 全米女子プロゴルフ選手権                       | キャシー・ウィットワース | 18ホールプレーオフに勝利 (エングルホーン: 74、ウィットワース: 78) |

### その他の勝利 (1勝)
- 1964年 ヘイグ&ヘイグ・スコッチ・フォアサム（英語版） (サム・スニードと)

## メジャー選手権

### 勝利 (1勝)
| 年     | 選手権                   | スコア               | ストローク差 | 2位の選手                |
| ------ | ------------------------ | -------------------- | ------------ | ------------------------ |
| 1970年 | 全米女子プロゴルフ選手権 | −7 (70-70-75-70=285) | プレーオフ 1 | キャシー・ウィットワース |

1 18ホールプレーオフに勝利、エングルホーン: 74、ウィットワース: 78